# Sélection (informatique)
Pour les articles homonymes, voir Sélection.

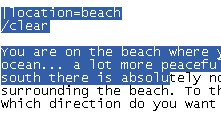
Capture d'écran montrant la sélection d'un texte en surbrillance

En informatique, la sélection est l'opération qui consiste à marquer certains éléments comme prêts à subir une opération.

## Dans les interfaces utilisateur
La sélection est une des opérations de base permettant de réaliser des interfaces utilisateur.
Elle est particulièrement présente dans les interfaces graphiques conçues selon les principes de la manipulation directe, où elle est souvent réalisée à la souris (bien qu'elle puisse généralement être également réalisée au clavier ou avec une combinaison du clavier et de la souris).
A contrario, les interfaces en ligne de commande utilisent plutôt un modèle l'opération a réaliser est spécifiée avant les objets sur lesquels elle va agir.

### Sélection d'objets multiples
Par exemple, pour déplacer plusieurs fichiers, il faut au préalable les sélectionner.
Dans de nombreux gestionnaires de fichiers graphiques, la sélection de plusieurs fichiers se fait par une combinaison Ctrl+Clic de la souris, ou en encadrant leurs icônes d'un balayage de la souris bouton enfoncé.
L'opération désirée peut alors être réalisée par la même commande que celle qui aurait été employée dans le cas d'un unique fichier sélectionné (c'est un cas particulier de polymorphisme des commandes).

### Sélection de texte
La sélection de texte est aussi appelée à tort « surlignage », ce dernier n'étant en réalité que l'effet visuel utilisé pour signaler qu'une partie de texte a été sélectionnée.
Un texte sélectionné peut être déplacé, copié, coupé, etc.
Le texte se sélectionne de plusieurs manières :
- balayage de la zone à la souris, bouton enfoncé ;
- double clic sur un mot ;
- triple clic sur une ligne ;

Dans un traitement de texte, l'existence d'un curseur pour la saisie de texte permet également les méthodes de sélection suivantes :
- combinaison Maj + flèche du clavier ;
- depuis la position actuelle du curseur jusqu'à Maj+Clic ;

Dans un traitement de texte, le texte sélectionné est remplacé par toute nouvelle saisie de texte (ou d'espaces).
Bien que la plupart des traitements de texte proposent une fonction d'annulation, ce remplacement n'est parfois pas désiré par l'utilisateur et peut passer inaperçu, provoquant potentiellement d'importantes pertes de texte (c'est un cas particulier d'erreur de mode).

### Usage sur Internet
L’outil de sélection s’est vu ajouter une nouvelle fonction, celle de découvrir des textes cachés, dans la blogosphère adolescente notamment (Skyblog...). En effet,  un texte de la même couleur que le fond de la page web n’est pas visible, mais en sélectionnant le texte, on rend ce dernier visible. Cette fonctionnalité est utilisée :
- pour des messages humoristiques ou destinés à une personne en particulier qui connaît « le truc » ;
- comme signature pour les créateurs d’Art ASCII (car pour copier l’image, il faut au préalable sélectionner le texte) ;
- comme anti-spoiler ;
- ou pour cacher  des métadonnées, car bien entendu, le texte n'est invisible que pour l'œil humain, pas pour les moteurs de recherche...

## La sélection dans les bases de données relationnelles
C'est une opération qui à partir d'une table et d'une fonction à valeurs booléennes des colonnes de la table, nommée critère, renvoie une nouvelle table dont les tuples sont ceux de la première table pour lesquelles le critère vaut VRAI.